# Mells
Mells är en by i civil parish Wenhaston with Mells Hamlet, i distriktet East Suffolk, i grevskapet Suffolk, i England. Byn nämndes i Domedagsboken (Domesday Book) år 1086, och kallades då Mealla.